# Leikanger

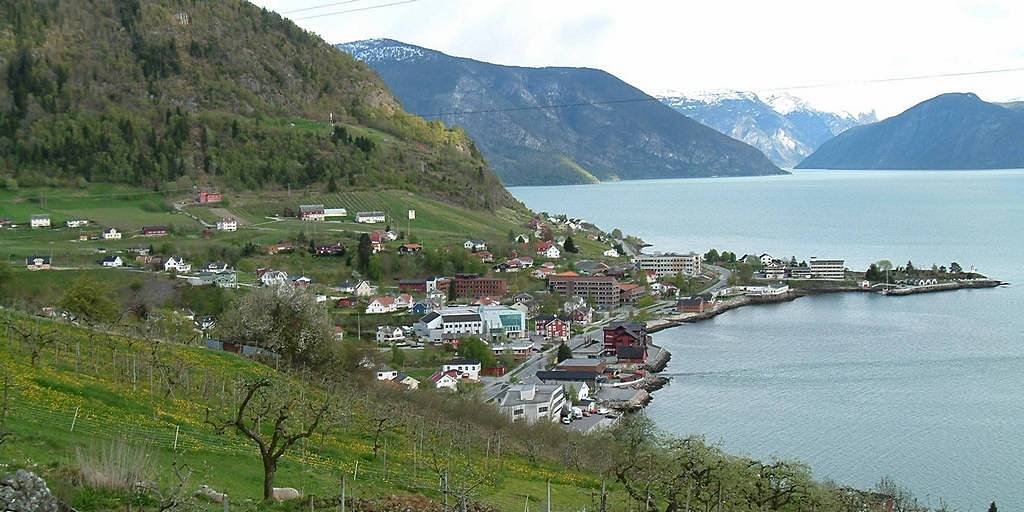
Ansicht von Hermansverk

Leikanger ist eine ehemalige Kommune, die zum 1. Januar 2020 in die Kommune Sogndal eingegliedert wurde. Sie war Verwaltungssitz der norwegischen Provinz Sogn og Fjordane, welche am 1. Januar 2020 in die neu geschaffene Provinz Vestland überging. Der Verwaltungssitz war Hermansverk. Auf einer Fläche von 185 km² lebten 2331 Einwohner (Stand: 1. Januar 2019), die Kommunennummer war 1419.

## Geographie
Leikanger liegt am Sognefjord, dem längsten und tiefsten Fjord Europas. Es grenzte an die damalige Kommune Balestrand im Westen und Sogndal im Norden. Auf der anderen Seite des Sognefjords liegt die Gemeinde Vik. Das Klima in Leikanger ist von der Küstenlage geprägt. Höchster Punkt der Kommune war mit 1604 moh. am Gletscher Gunvordalsbreen.
Der Großteil der Bevölkerung der Kommune lebte im sogenannten Tettsted Hemansverk/Leikanger. Entlang des Sognefjords führte der Riksvei 55 durch die Gemeinde, der den Anschluss an den Riksvei 5 schafft und somit die Gegend mit der Europastraße 16 und der Europastraße 39 verbindet. Es gibt Expressverbindungen im Bootsverkehr nach Bergen, Sogndal und Flåm und eine Fährverbindung mit Balestrand und Vik.

## Geschichte
Die Gemeindegrenzen von Leikanger wurden im Laufe der Zeit mehreren Änderungen unterzogen. Im Jahr 1964 wurden Teile der Kommune Balestrand eingegliedert und das Gebiet östlich des Sognefjord nach Vik überführt. 1992 gingen auch die Ortschaften Feios und Fresvik nach Vik über. Zudem wurde die Gegend östlich des Aurlandsfjord der Gemeinde Lærdal zugeschrieben.
Im Rahmen der landesweiten Kommunalreform wurde Leikanger gemeinsam mit Balestrand nach Sogndal eingegliedert, Verwaltungssitz von Sogndal ist nun allerdings Leikanger. Die Zusammenlegung erfolgte gegen den Willen der Kommunalparlamente der beteiligten Kommunen. Zugleich wechselte die Zugehörigkeit von der Provinz Sogn og Fjordane nach Vestland, da Sogn og Fjordane im Zuge der Regionalreform in Norwegen in die neu geschaffene Provinz Vestland überging. Nachdem Hermansverk das Verwaltungszentrum von Sogn og Fjordane war, übernahm es auch in der neuen Provinz diese Funktion, allerdings jetzt gemeinsam mit der Großstadt Bergen. Es befindet sich in Hermansverk nun der Sitz der Fylkeskommune und der des Statsforvalters (bis Ende 2020 Fylkesmann).

## Wirtschaft
Entlang des Sognefjords wird Obst- und Beerenanbau betrieben und in diesem Bereich auch geforscht. Die Industrie konzentrierte sich auf den Bereich um Hermansverk. Wichtigste Industriesparten waren die grafische Industrie und die Lebensmittelindustrie. In Hermansverk befinden sich mehrere Obstlager. Auch der Tourismus war für die Kommune eine wichtige Einnahmequelle.
Seit 1955 überquerte eine Freileitung mit einer Spannweite von 4850 Meter östlich von Leikanger den Sognefjord. Sie hatte bis zur Errichtung der Freileitungsquerung des Ameralik-Fjords in Grönland die längste Seilspannweite überhaupt. Zwei weitere Freileitungsquerungen östlich der oben genannten hatten ebenfalls Seilspannweiten von über vier Kilometern.

## Wappen

Wappen von Leikanger

Das ab 1963 offizielle Wappen von Leikanger zeigte zwei an einem Ast hängende, goldene Äpfel. Es sollte für den Obstanbau der Kommune stehen.

## Persönlichkeiten
- Albert Top (1697–1742), norwegischer Missionar und Linguist
- Kjell Bondevik (1901–1983), norwegischer Politiker
- Elise Thorsnes (* 1988), norwegische Fußballspielerin